# Stans (Ausztria)
Stans település Ausztriában, Tirolban a Schwazi járásban található. Területe 20,1 km², lakosainak száma 1 915 fő, népsűrűsége pedig 95 fő/km² (2014. január 1-jén). A település 563 méteres tengerszint feletti magasságban helyezkedik el.

## A település részei
- Schlagturn
- Stans (Unterdorf, Oberdorf, Heimwald, Vogelsang, Am Rain, Berchat, Kirchfeld, Tratzberg kastély, Dornau, Durrach, Heuberg, Rossweide, St. Georgenberg, Tenniscenter und Stanser Au)[3]
- Tratzberg

## Fordítás
- Ez a szócikk részben vagy egészben  a   Stans, Tyrol című angol Wikipédia-szócikk ezen változatának fordításán alapul.  Az eredeti cikk szerkesztőit annak laptörténete sorolja fel. Ez a jelzés csupán a megfogalmazás eredetét és a szerzői jogokat jelzi, nem szolgál a cikkben szereplő információk forrásmegjelöléseként.